# Limoges Handball
Limoges Handball ist ein französischer Handballverein aus Limoges. Die erste Männermannschaft spielt seit 2020 in der ersten französischen Liga.

## Geschichte

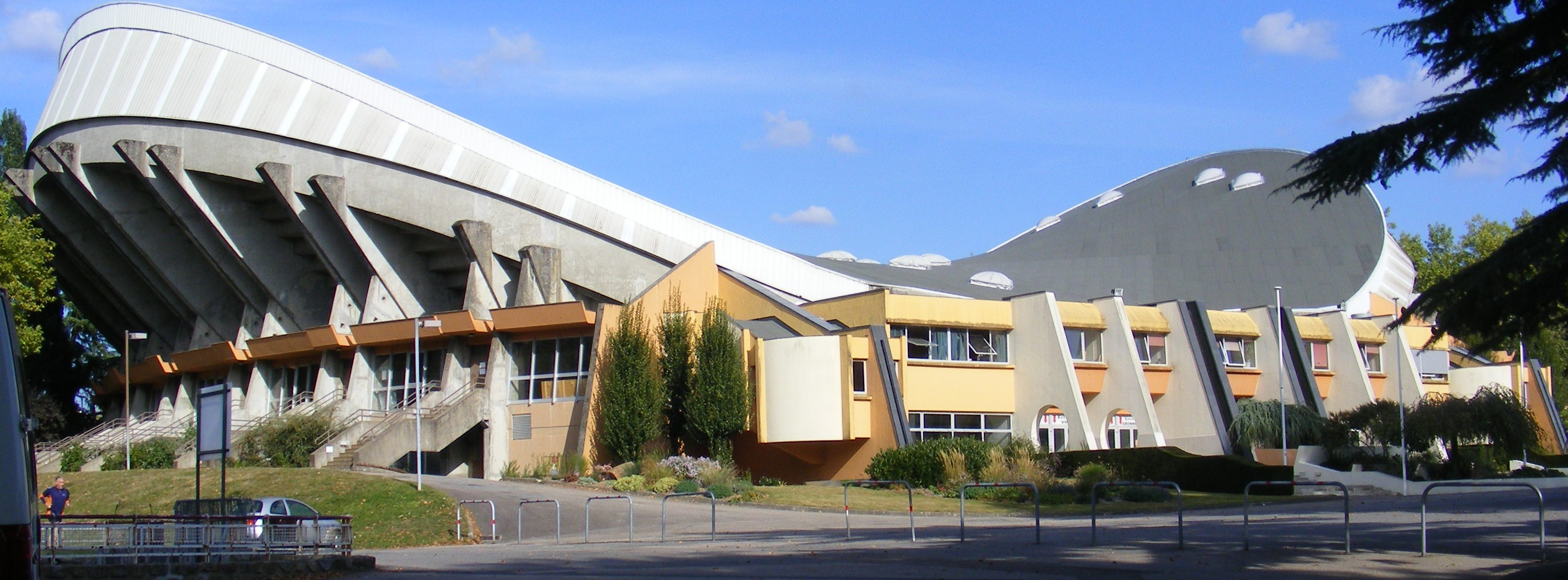
Der Palais des sports de Beaublanc, die Spielstätte von Limoges Handball, fast 5516 Zuschauer

Im Jahr 2005 wurde aus den Vereinen CAPO Limoges und ASPTT Limoges der neue Verein Handball Club de Limoges gegründet. Dieser übernahm ab 2006 als Limoges Hand 87 die Spiellizenz für die Nationale 2, die vierte französische Liga, von ASPTT. Bereits in der zweiten Saison 2007/08 gelang der Aufstieg in die dritte Liga (Nationale 1). In der Saison 2014/15 wurde Limoges Meister und gewann die Play-offs um den Aufstieg in die zweite Liga (Pro D2). Im folgenden Jahr setzte sich die Mannschaft in den Play-offs gegen den Abstieg durch und verblieb in der Klasse. In der Saison 2019/20 gelang als Tabellenzweiter der Aufstieg in die höchste französische Spielklasse, die Starligue. Im Sommer 2020 nannte sich der Verein in Limoges Handball um. In der Starligue konnte die Mannschaft 2021 mit einem 9. Platz und 2022 mit einem 13. Platz die Liga halten. In beiden Spielzeiten wurde der slowenische Rechtsaußen Dragan Gajič Torschützenkönig der Starligue.
Durch den 5. Platz in der Starligue-Saison 2023/24 qualifizierte sich Limoges erstmals für die Teilnahme an einem Europapokalwettbewerb. In der EHF European League 2024/25 scheiterte die Mannschaft von Trainer Alberto Entrerríos im Viertelfinale am THW Kiel.

## Bekannte Spieler
- Juan Andreu, spanischer Nationalspieler
- Juan del Arco, spanischer Nationalspieler
- / Micke Brasseleur, algerischer Nationalspieler
- Davor Čutura, serbischer Nationalspieler
- Jure Dolenec, slowenischer Nationalspieler
- Seif El-Deraa, Afrikameister mit Ägypten 2020 und 2022
- Ángel Fernández Pérez, Europameister mit Spanien 2018 und 2020
- Dragan Gajič, slowenischer Nationalspieler
- Yann Genty, Olympiasieger mit Frankreich 2020
- Yassine Idrissi, marokkanischer Nationaltorwart
- Šime Ivić, kroatischer Nationalspieler
- Tomislav Kušan, kroatischer Nationalspieler
- Yoav Lumbroso, israelischer Nationalspieler
- Ihor Turtschenko, ukrainischer Nationalspieler
- Faruk Yusuf, nigerianischer Nationalspieler

## Bisherige Trainer
- Yves Aubard (2006–2008)
- Nenad Stanić (2008–2019)
- Tarik Hayatoune (2019–Nov. 2021)
- / Rastko Stefanović (Nov. 2021–2022)
- Alberto Entrerríos (seit 2022)